# Pförring
Pförring er en købstade (markt) i Landkreis Eichstätt i Regierungsbezirk Oberbayern i den tyske delstat Bayern. Den er en del af Verwaltungsgemeinschaft Pförring.

## Geografi
Pförring ligger 25 km fra Ingolstadt og 95 delstatshovedstaden München . Pförring ligger på grænsen til Niederbayern ved floden Donau.

### Inddeling
Der er følgende landsbyer : Ettling, Forchheim, Gaden b. Pförring, Lobsing, Pförring, Wackerstein. Derudover bebyggelserne Dötting, Feuchtmühle, Giesenau, Pirkenbrunn, Wackerstein, Waidach und Würzmühle.

### Nabokommuner
Nabokommuner til Pförring er: Altmannstein, Mindelstetten, Münchsmünster, Neustadt an der Donau, Oberdolling og Vohburg.

## Historie
Ved Pförring stod en af de 80 fæstninger, der sikrede den romerske grænsemur Limes mellem Rhinen og Donau. Opførelsen af stenkasellet er dateret til år 141.
- Wikimedia Commons har flere filer relateret til Pförring